# Горбів (Польща)
Горбів (пол. Horbów, Горбув) — село в Польщі, у гміні Залесе Більського повіту Люблінського воєводства. Населення — 131 особа (2011).

## Історія

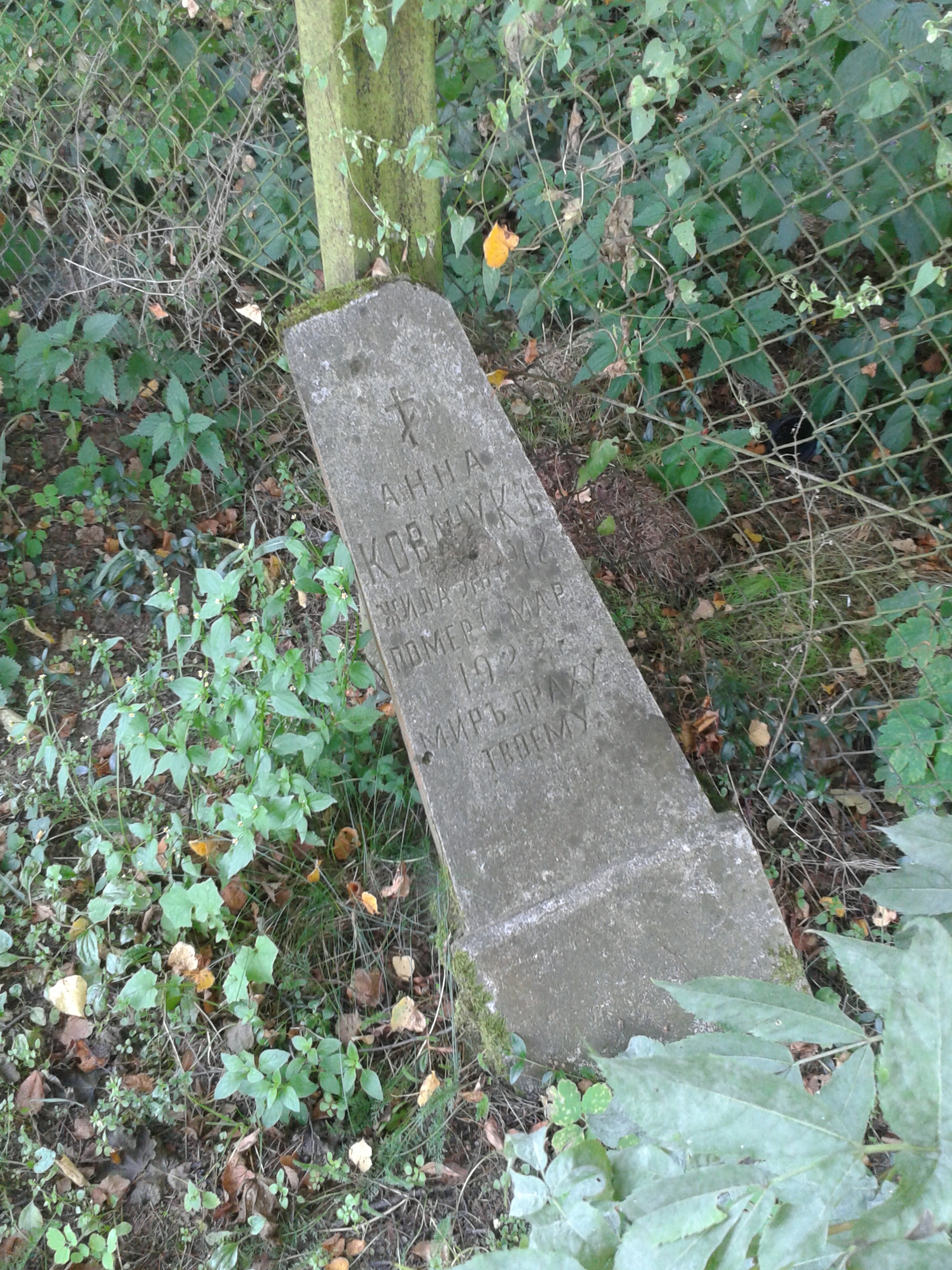
Православний надгробок на цвинтарі

1687 року вперше згадується церква в селі.
За даними етнографічної експедиції 1869—1870 років під керівництвом Павла Чубинського, у селі переважно проживали греко-католики, які розмовляли українською мовою.
1904 року місцеву церкву перетворено на римо-католицький костел.
У 1917—1918 роках у селі діяла українська школа, заснована 31 жовтня 1917 року, у якій навчалося 37 учнів, учитель — С. Левченко.
У 1943 році в селі мешкало 163 українці та 106 поляків.
У 1975—1998 роках село належало до Білопідляського воєводства.

## Населення
Демографічна структура станом на 31 березня 2011 року:
|          | Загалом | Допрацездатний вік | Працездатний вік | Постпрацездатний вік |
| -------- | ------- | ------------------ | ---------------- | -------------------- |
| Чоловіки | 66      | 17                 | 44               | 5                    |
| Жінки    | 65      | 20                 | 31               | 14                   |
| Разом    | 131     | 37                 | 75               | 19                   |